# Апич, Драган
Драган Апич (серб. Драган Апић / Dragan Apić; род. 3 октября 1995, Нови-Сад) — сербский баскетболист, играющий на позиции тяжёлого форварда.

## Карьера
Профессиональная карьера Апича началась в клубе «Вршац», за который выступал в течение 3 лет.
В марте 2015 года Драган стал игроком «Црвены звезды» и сразу был отдан в аренду в ФМП. В сентябре 2017 года Апич подписал новый 4-летний контракт с «Црвеной звездой», а в декабре вновь был отдан в ФМП до окончания сезона 2017/2018.
Сезон 2018/2019 Апич снова начал в ФМП. За 14 игр Адриатической лиги набирал в среднем 21,3 очка, 7,2 подбора, 1,8 передачи и 1,6 перехвата. В ноябре и декабре 2018 года Драган был признан «Самым ценным игроком» турнира.
В январе 2019 года Апич перешёл в «Локомотив-Кубань», подписав контракт на 4,5 года.
В 6 туре Топ-16 Еврокубка Апич был признан «Самым ценным игроком». В матче со «Скайлайнерс» (84:58) Драган набрал 18 очков, 6 подборов, 2 передачи, 3 перехвата и 30 баллов за эффективность действий.
В сезоне 2019/2020 Апич провёл 10 матчей в Еврокубке и набирал в среднем 4,9 очков и 1,9 подборов. В Единой лиге ВТБ Драган провёл 7 матчей, в которых он отметился статистикой в 6,3 очков, 2,1 подборов и 0,9 передач.
В январе 2020 года Апич перешёл в «Сан-Пабло Бургос» на правах аренды.
В июле 2020 года Апич подписал 2-летний контракт с «Игокеа», но через 1,5 недели покинул боснийский клуб и перешёл в «Будучност». В 23 матчах Адриатической лиги Драган набирал 5,2 очка и 2 подбора.
В июле 2021 года Апич стал игроком «Зелёна-Гуры». По итогу сезона 2021/2022 Драган был включён в символическую пятёрку чемпионата Польши. В 13 матчах Единой лиги ВТБ его статистика составила 13,5 очка, 6,9 подбора и 1,8 передачи.
В июле 2022 года Апич подписал контракт с «Нижним Новгородом».
В сезоне 2022/2023 Апич стал победителем Кубка России. В Единой лиге ВТБ Драган принял участие в 28 матчах и набирал в среднем 10,3 очка, 5,3 подбора и 1,3 передачи.
В мае 2023 года Апич продлил контракт с «Нижним Новгородом». В сезоне 2023/2024 Драган принял участие в 15 матчах Единой лиги ВТБ и набирал в среднем 7,1 очка, 4,0 подбора и 0,7 передачи.
В январе 2024 года Апич и «Нижний Новгород» приняли решение о досрочном расторжении контракта. Свою карьеру Драган продолжил в французском клубе «Ле-Мане», подписав контракт до окончания сезона 2023/2024.
В июне 2024 года Апич стал игроком «Бреогана».

## Сборная Сербии
В июне 2019 года Апич вошёл в расширенный список сборной Сербии перед чемпионатом мира 2019 года.

## Достижения

### Клубные
- Серебряный призёр Лиги ABA: 2020/2021
- Чемпион Черногории: 2020/2021
- Обладатель Кубка России: 2022/2023
- Обладатель Кубка Черногории: 2020/2021

### Сборная Сербии
- Победитель чемпионата Европы (до 20 лет): 2015